# Red Rooster
Red Rooster est une chaîne de restauration rapide australienne fondée en 1972 et spécialisée dans les recettes à base de poulet rôti . Leur gamme de produits comprend des rôtis entiers, des demi-rôtis, des wraps, des hamburgers, des produits dérivés du poisson, des salades, des boissons et des desserts. Il est détenu et exploité par la société mère Craveable Brands, qui possède également Oporto et Chicken Treat.
En 2012, Red Rooster comptait 360 restaurants dans tous les états d'Australie, à l’exception de la Tasmanie.

## Histoire
En 1972, la famille Kailis ouvre le premier restaurant Red Rooster dans la banlieue de Perth à Kelmscott, en Australie Occidentale. Myer rachète le commerce en juillet 1981,,.